# Crowsdell
Crowsdell was een indiepopband uit Jacksonville (Florida). De leden waren onder meer Shannon Wright, Paul Howell en Laurie Anne Wall). Ze brachten singles uit bij twee verschillende labels voordat ze in 1994 bij Big Cat tekenden. Ze namen hun eerste volledige cd Dreamette op met Stephen Malkmus van Pavement. Nadat Big Cat was gefuseerd met een groter platenlabel, werd hun tweede volledige cd gedropt voordat ze ooit in de schappen lag. De band brak vervolgens uit elkaar en Shannon Wright produceerde tal van soloalbums.

## Bezetting
- Shannon Wright (gitaar, zang)
- Paul Howell (basgitaar)
- Laurie Anne Wall (drums)

## Discografie
- 1992: Lickety Split (single)
- ????: Darren (single)
- 1993: Meany (single)
- 1993: Down/Bubbles (single)
- 1995: Sugar-Coated/Trunk (single)
- 1995: Dreamette
- 1995: The End of Summer (ep)
- 1997: Within the Curve of an Arm